# سوق رئيسي

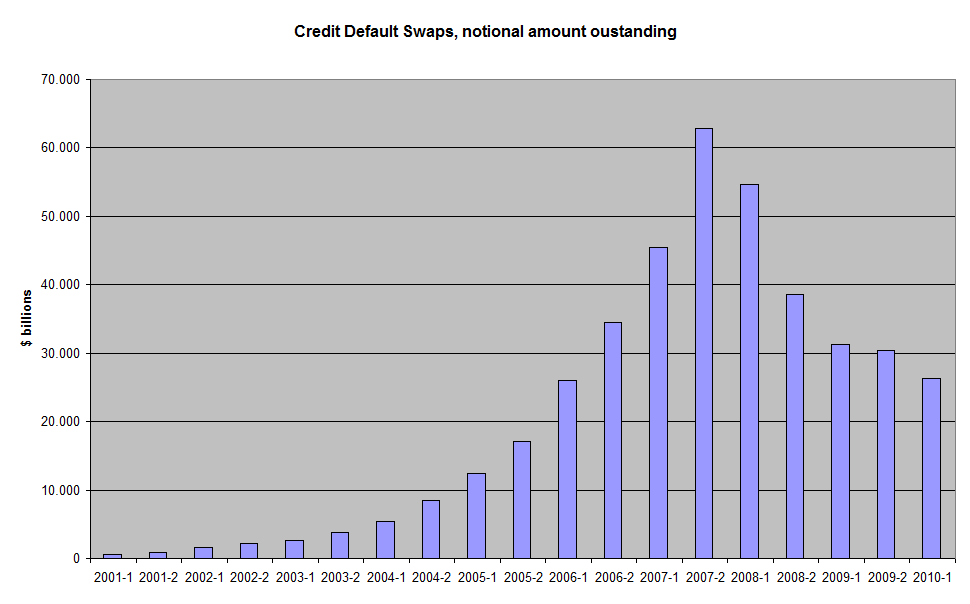

السوق الرئيسي أو السوق الأولي ( Primary Market)، هو الجزء من أسواق رأس المال الذي يتعامل مع إصدار أوراق مالية جديدة (طرح أولي).
يمكن للشركات أو الحكومات أو أيضا مؤسسات القطاع العام جمع ما يلزمها من احتياجات مالية عن طريق إصدار أوراق مالية جديدة سواء كانت أسهما عادية أو أسهما ممتازة أو سندات بأنواعها، وتسمى عملية البيع الاكتتاب العام الأولي.